# Catharina Kjellberg
Catharina Maria Kjellberg, född  24 juli 1945 i Göteborg, är en svensk författare. Hjältinnan i hennes nio första böcker är privatdetektiven Roberta Löfström.

## Böcker
Kriminalromaner - Robertaserien
- 1998 - Inte att leka med
- 1999 - Farligt förtal
- 2000 - Mördande makt
- 2001 - Under ytan
- 2002 - Patriarkens dotter
- 2003 - Dödförklarad
- 2004 - Tala aldrig om det
- 2005 - Sökes för delgivning
- 2006 - Pappas flicka

Senaste kriminalromanen
- 2008 - Dödens ö

Andra verk
- 2005 - Medverkade i antologin Noveller för världens barn - Tema spänning.